# (463898) 2014 UH108
(463898) 2014 UH108 es un asteroide perteneciente al cinturón de asteroides, descubierto el 29 de marzo de 2009 por el equipo Spacewatch desde el Observatorio Nacional de Kitt Peak (Arizona, Estados Unidos).